# Максіменцева Надія Олександрівна
Надія Олександрівна Максіменцева (нар. 9 грудня 1979) — український громадський діяч, старший радник юстиції, доктор юридичних наук, доцент з права Дніпровського національного університету імені Олеся Гончара, м. Дніпро, доцент з права Національної академії державного управління при Президентові України, м. Київ, автор численних наукових праць з юриспруденції та права.

## Освіта
У 2001 році здобула освітній ступінь магістра з права у Київському національному університеті імені Тараса Шевченка.
У 2006 році у Київському національному університеті імені Тараса Шевченка захистила дисертацію на тему: «Правове забезпечення поводження з небезпечними відходами» та здобула науковий ступінь кандидата юридичних наук.
У 2013 році здобула освітній ступінь магістра державного управління (спеціалізація: Європейська інтеграція) у Національній академії державного управління при Президентові України, Київ
У 2018 році у Національному юридичному університеті імені Ярослава Мудрого, Харків, захистила дисертацію на тему: «Публічне адміністрування в галузі використання і охорони надр в Україні» та здобула науковий ступінь доктора юридичних наук.

## Трудова діяльність
З 2002 по 2006 рік працювала юрисконсультом у юридичному департаменті «Корпорації Інтерпайп» (Дніпропетровськ та Київ).
З 2006 по 2013 рік працювала прокурором у прокуратурі м. Києва та старшим прокурором прокуратури Голосіївського району м. Києва.
З 2015 по 2019 рік працювала заступником начальника відділу представництва інтересів держави у судах та прокурором із загального нагляду, екології та природних ресурсів у Генеральній прокуратурі України.
З 2018 року працює доцентом з права Національної академії державного управління при Президентові України.
З 2019 року працює доцентом з права Дніпровського національного університету імені Олеся Гончара.

## Відзнаки та нагороди
Відзнака Заступника Генерального прокурора — прокурора м. Києва за бездоганну службу[значущість факту?]

## Наукові праці
- 2020 рік, юридичний журнал «Право України», The Global Impact of Exercising Extraterritorial Jurisdiction Over Transnational Corporate Environmental Crimes in Extractive Industries
- 2019 рік, юридичний журнал «Право України», Public Administration in the Field of Subsoil Use and Protection in Ukraine
- https://doi.org/10.33498/louu-2019-09-169
- 2018 рік, Кваліфікаційна наукова праця на правах рукопису, дисертація Публічне адміністрування у галузі використання і охорони надр в Україні
- 2018 рік, журнал «Підприємництво, господарство і право», Адміністративно-правові засади функціонування системи державного управління у сфері користування і охорони надр у Канаді. Досвід для України [Архівовано 13 липня 2019 у Wayback Machine.]
- 2018 рік, Науковий вісник Ужгородського національного університету, Особливості системи державного управління у сфері видобування і охорони надр у Канаді [Архівовано 12 липня 2019 у Wayback Machine.]
- 2018 рік, Адміністративне право і процес, Становлення системи державного управління в галузі надродобування в період Київської Русі, Козацької доби та на Українських землях у складі Російської імперії [Архівовано 4 грудня 2019 у Wayback Machine.]
- 2018 рік, Підприємництво, господарство і право, Правова детермінація поняття публічного адміністрування у галузі використання та охорони надр [Архівовано 13 липня 2019 у Wayback Machine.]
- 2018 рік, Приватне та публічне право, Поняття адміністративно-правового механізму публічного адміністрування у галузі використання та охорони надр [Архівовано 13 листопада 2019 у Wayback Machine.]
- 2018 рік, The scientific heritage, Організаційні засади системи публічного адміністрування у сфері видобування і охорони корисних копалин у США
- 2018 рік, Law and life — Legea și viața, Public administration in the field of subsoil use and protection in the Kingdom of Norway [Архівовано 2 травня 2022 у Wayback Machine.]
- 2017 рік, International Journal of Law and Political Sciences, Distinctive Features of Legal Relations in the Area of Subsoil Use Renewal and Protection in Ukraine
- 2017 рік, Корупційна злочинність: витоки, сучасний стан, стратегія протидії [Архівовано 8 жовтня 2020 у Wayback Machine.]
- 2017 рік, Кримінологічна характеристика злочинності в історії людства [Архівовано 19 грудня 2019 у Wayback Machine.]
- 2017 рік, Entrepreneurship, Management and Law — Підприємництво, господарство і право, Співвідношення принципів адміністративного права та принципів державного управління
- 2017 рік, Legal novels — Правові новели, Критерії класифікації адміністративно-правових засобів удосконалення управління в галузі використання, відтворення і охорони надр
- 2017 рік, Actual problems of native jurisprudence, Актуальні проблеми вітчизняної юриспруденції, Критерії класифікації видів державного управління в галузі використання, відтворення і охорони надр
- 2017 рік, Actual problems of native jurisprudence, Актуальні проблеми вітчизняної юриспруденції, Розвиток адміністративно-правового регулювання державного управління у галузі надрокористування в Україні в радянський період
- 2017 рік, Bulletin of Kharkiv National University of Internal Affairs — Вісник Харківського національного університету внутрішніх справ, Розвиток доктрини адміністративного права у сфері регулювання відносин державного управління у гірничодобувній галузі в сучасній Україні [Архівовано 24 червня 2021 у Wayback Machine.]
- 2017 рік, Subcarpathian Law Herald — Прикарпатський юридичний вісник, Методологічно-правові підходи щодо систематизації адміністративних засобів удосконалення державного управління в галузі використання, відтворення та охорони надр в Україні
- 2017 рік, Norwegian Journal of development of the International Science, PROCEDURAL AND INSTITUTIONAL PROVISION FOR EXECUTION OF CERTAIN ADMINISTRATIVE FUNCTIONS IN THE FIELD OF SUBSOIL USE, RENEWAL AND PROTECTION IN UKRAINE
- 2017 рік, VISEGRAD JOURNAL ON HUMAN RIGHTS, Regulatory implementation of principles of public administration in the field of subsoil use, reproduction and protection (Нормативно-правове втілення принципів державного управління у галузі використання, відтворення та охорони надр)
- 2017 рік, Actual problems of native jurisprudence, Актуальні проблеми вітчизняної юриспруденції, Нормативно-правове забезпечення державного управління у галузі використання та відтворення надр
- 2017 рік, EURASIAN ACADEMIC RESEARCH JOURNAL — MULTILANGUAGE SCIENCE JOURNAL, Some Aspects of the Functional and Legal Security of State Management in the Field of Use, Reproduction and Protection of Mineral Resources
- 2017 рік, Scientific Journal of Public and Private Law — Науковий вісник публічного та приватного права, Systemitization of administrative and legal instruments for improvement of public administration in the sphere of subsoil use, renewal and protection in Ukraine (Систематизація адміністративно-правових засобів удосконалення державного управління в галузі використання, відтворення та охорони надр в Україні)
- 2017 рік, Jurnalul juridic national: Teorie si Practica, Typological classification of public administration within the branch of mining law (Типологічні класифікації видів державного управління в гірничо-правовій галузі)
- 2017 рік, International Humanitarian University Herald. Jurisprudence — Науковий вісник Міжнародного гуманітарного університету. Серія: «Юриспруденція», Urgent issues of regulatory support for state administration in the field of subsoil use and protection in Ukraine (Актуальні проблеми нормативно-правового забезпечення державного управління у галузі охорони надр)
- 2016 рік, Actual problems of native jurisprudence — Актуальні проблеми вітчизняної юриспруденції, Features of legal relations in the sphere of state administration in the field of use, reproduction and protection of mineral resources (Особливості правовідносин у сфері державного управління в галузі використання, відтворення та охорони надр)
- 2016 рік, Jurisprudence — Науковий вісник Міжнародного гуманітарного університету. Серія: «Юриспруденція», Features of the object of administrative legal relations in the field of use, reproduction and protection of mineral resourcesInternational Humanitarian University Herald (Особливості об'єкту адміністративних правовідносин у галузі використання, відтворення і охорони надр)
- 2016 рік, Scientific Journal of Public and Private Law — Науковий вісник публічного та приватного права, Subjects of administrative legal relations in the field of pubic administration in the sphere of subsoil use, renewal and protection (Суб'єкт адміністративних правовідносин у галузі державного управління у сфері використання, відтворення і охорони надр)
- 2016 рік, Actual problems of native jurisprudence — Актуальні проблеми вітчизняної юриспруденції, The legal nature and the essence of the public administration in utilization, renewal and protection of mineral resource (subsoil resources) (Адміністративно-правова природа та зміст державного управління в галузі використання, відтворення і охорони надр)

## Соціальні мережі
Максіменцева Надія Олександрівна на сайті Facebook
Максіменцева Надія Олександрівна на сайті Instagram
Максіменцева Надія Олександрівна на сайті Twitter
Максіменцева Надія Олександрівна на сайті Linkedin